# 神州学人
神州学人（しんしゅうがくじん、中国語：神州学人）は、中華人民共和国教育部が主催する、中国人留学生および帰国留学経験者向けの情報誌・ウェブサイトである。
主に海外に在住する中国人留学生や、留学から帰国後の人材交流・就職・創業支援などに関する情報を提供している。紙媒体の雑誌として創刊され、現在はオンラインでも運営されている。

## 歴史
『神州学人』は1987年に創刊された。当初は中国国外にいる中国人留学生を対象に、祖国の発展状況、留学政策、帰国後のキャリア支援などを伝える目的で発行された。
創刊以来、教育部および関係機関の方針や政策に関する情報、成功した留学経験者の紹介、留学生活の知見、就職市場の動向など、幅広い分野をカバーしている。近年では、デジタル化に対応し、公式ウェブサイトやSNSなどを通じた情報発信も強化されている。